# Fred Dryer
John Frederick "Fred" Dryer, né le 6 juillet 1946 à Hawthorne, en Californie, est un acteur américain et un ancien joueur de football américain. Le rôle principal qu'il a tenu dans la série policière Rick Hunter aux côtés de Stepfanie Kramer l'a rendu célèbre durant les années 1980.

## Biographie
Fred Dryer naît et grandit dans le sud de la Californie, fils de Charles F. Dryer et Geneviève Nell Clark. Il fréquente le El Camino Junior College avant d'être transféré à l'Université d'État de San Diego. Nommé l'athlète de l'année et membre de l'équipe All-America du Junior College en 1966, il est intronisé au El Camino Community College Athletic Hall of Fame en 1988 en tant que membre fondateur.
Avant d'être comédien, Fred Dryer était joueur de football américain au poste de Defensive end et a participé aux championnats de la National Football League. Il fut connu comme étant un très bon joueur puisqu'il fut même cité dans l'équipe de l'année en 1972. Il fut d'ailleurs à ce titre introduit en 2003 au temple de la renommée de la NFL.
Une fois sa carrière terminée en 1981, à l'âge de 35 ans, il est contacté par Stephen J. Cannell qui cherchait un acteur au physique de colosse (il mesure 1,98 m) pour jouer Rick Hunter, un policier proche de l'inspecteur Harry. Dryer joua également dans le film Death Before Dishonor. Il a interprété le personnage de comic Sgt. Rock lors de son apparition dans l'émission Ligue de justice d'Amérique.
Il s'est marié en 1983 avec l'actrice Tracy Vaccaro et a divorcé en 1988. Il vit à Los Angeles et possède une société de production, Fred Dryer Productions.

## Filmographie
- 1982 : Cheers Dave Richards saison 1 épisode 4
- 1983 : Pour l'amour du risque (Hart to Hart) (série télévisée) saison 5 épisode 19
- 1984-1991 : Rick Hunter (TV) : Sergent Rick Hunter
- 1987 : Riposte immédiate : Sergent Burns
- 2000 : Highway 395 : Sheriff Wade Rawley

- 2000 : Sydney Fox, l'aventurière (TV) : Randall Fox
- 2003 : Rick Hunter (TV) : inspecteur puis lieutenant Rick Hunter
- 2013 : Accusée par erreur (The Wrong Woman) (TV) : Détective
- 2014 : Crisis
- 2015 : Marvel : Les Agents du SHIELD (TV)
- 2018 : NCIS : Enquêtes spéciales (TV) : Sergent Chef Thomas Fletcher (Saison 16 épisode 5)